# ロマンティック東京
「ロマンティック東京」（ろまんてぃっくとうきょう）は、日本の男性歌手グループ・はやぶさの4枚目のシングル。2014年10月29日にJVCケンウッド・ビクターエンタテインメントから発売された。

## 概要
表題曲は東京ロマンチカの鶴岡雅義が作曲を担当。デビュー以来3作連続で横浜を題材にした楽曲が続いたが、本作は東京を舞台とした“大人の雰囲気が漂う歌”となった。

## 収録曲

### 初回限定盤
出典→
1. ロマンティック東京　[4:06]
作詞：かず翼／作曲：鶴岡雅義／編曲：伊戸のりお
2. キミの瞳に アイ ラブ ユー　[4:04]
作詞：Rie／作曲：Rie／編曲：中山聡
3. 東京だョおっ母さん　　[3:41]
作詞：野村俊夫／作曲：船村徹／編曲：松井タツオ
(オリジナル歌唱 : 島倉千代子)
4. ロマンティック東京(オリジナル・カラオケ)　[4:06]
5. キミの瞳に アイ ラブ ユー(オリジナル・カラオケ)　[4:04]
6. 東京だョおっ母さん(オリジナル・カラオケ)　[3:41]
7. ロマンティック東京(メロ入りカラオケ)　[4:06]
8. キミの瞳に アイ ラブ ユー(メロ入りカラオケ)　[4:04]
9. ロマンティック東京(女声用カラオケ)　[4:04]

### 通常盤
出典→　
1. ロマンティック東京　[4:06]
作詩：かず翼／作曲：鶴岡雅義／編曲：伊戸のりお
2. キミの瞳に アイ ラブ ユー　[4:04]
作詞・作曲：Rie／編曲：中山聡
3. ロマンティック東京(オリジナル・カラオケ)　[4:06]
4. キミの瞳に アイ ラブ ユー(オリジナル・カラオケ)　[4:04]
5. ロマンティック東京(メロ入りカラオケ)　[4:06]
6. キミの瞳に アイ ラブ ユー(メロ入りカラオケ)　[4:04]
7. ロマンティック東京(女声用カラオケ)　[4:04]